# Station Dent
Dent is een spoorwegstation van National Rail in Dent, South Lakeland in Engeland. Het station is eigendom van Network Rail en wordt beheerd door Northern Rail. 

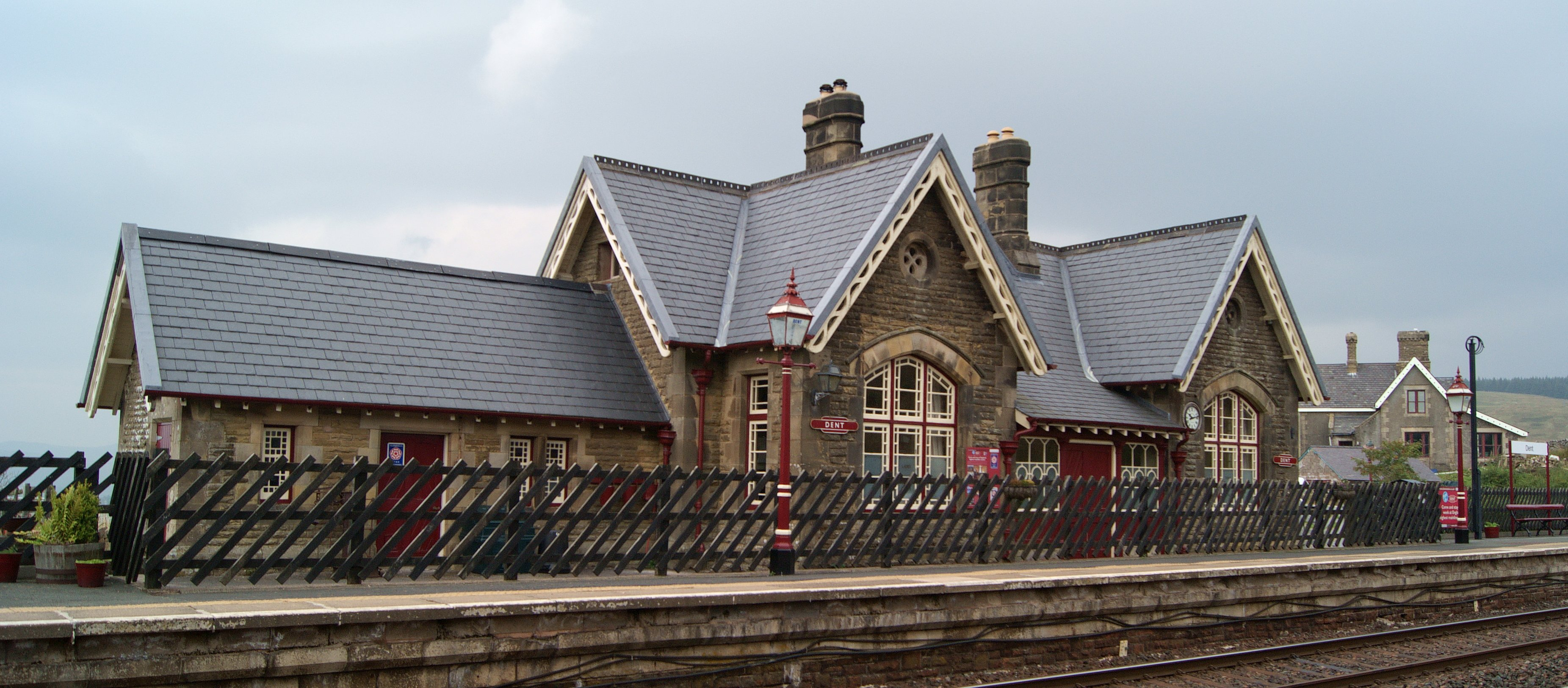
Voormalig stationsgebouw
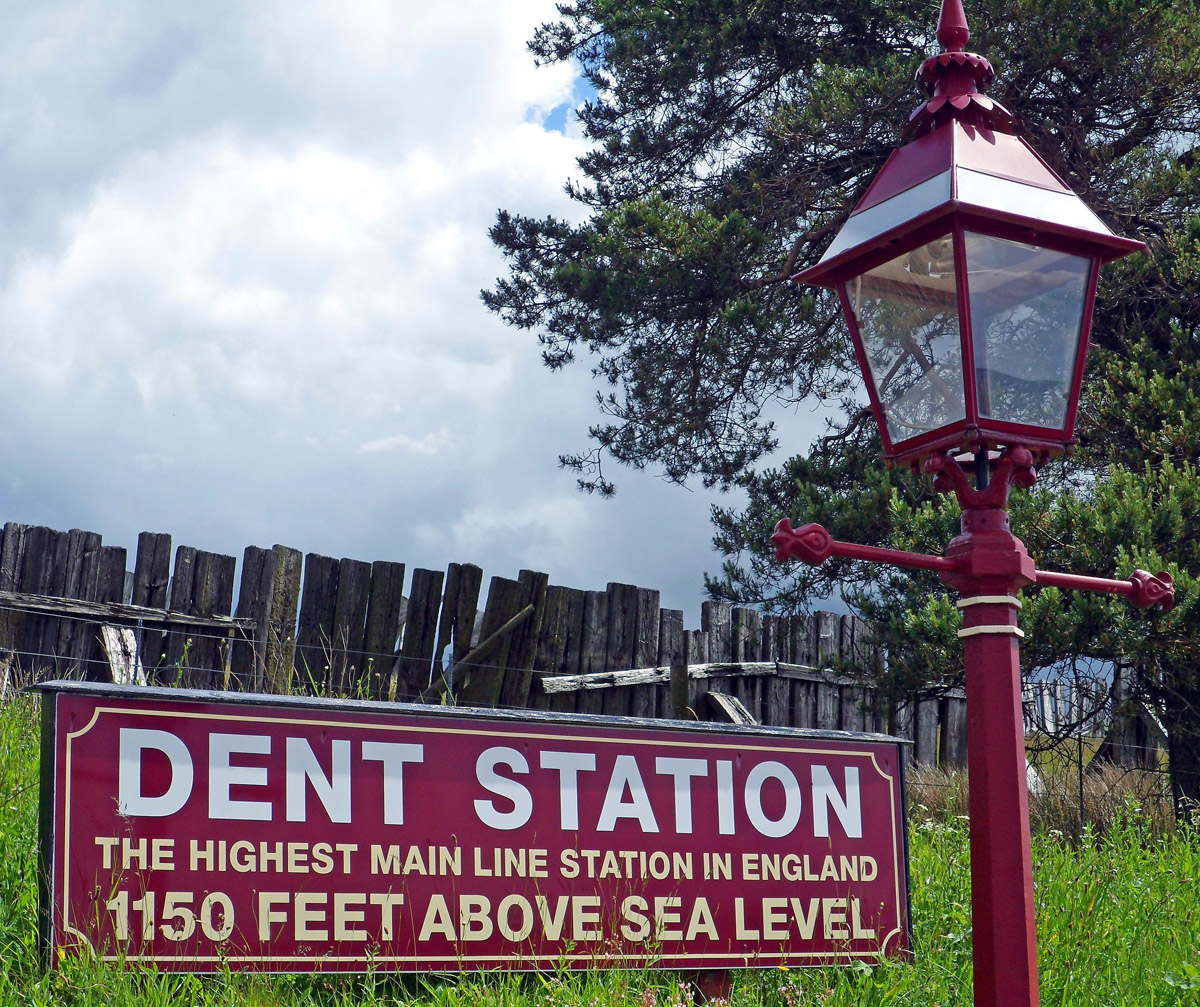
Hoogte van het station
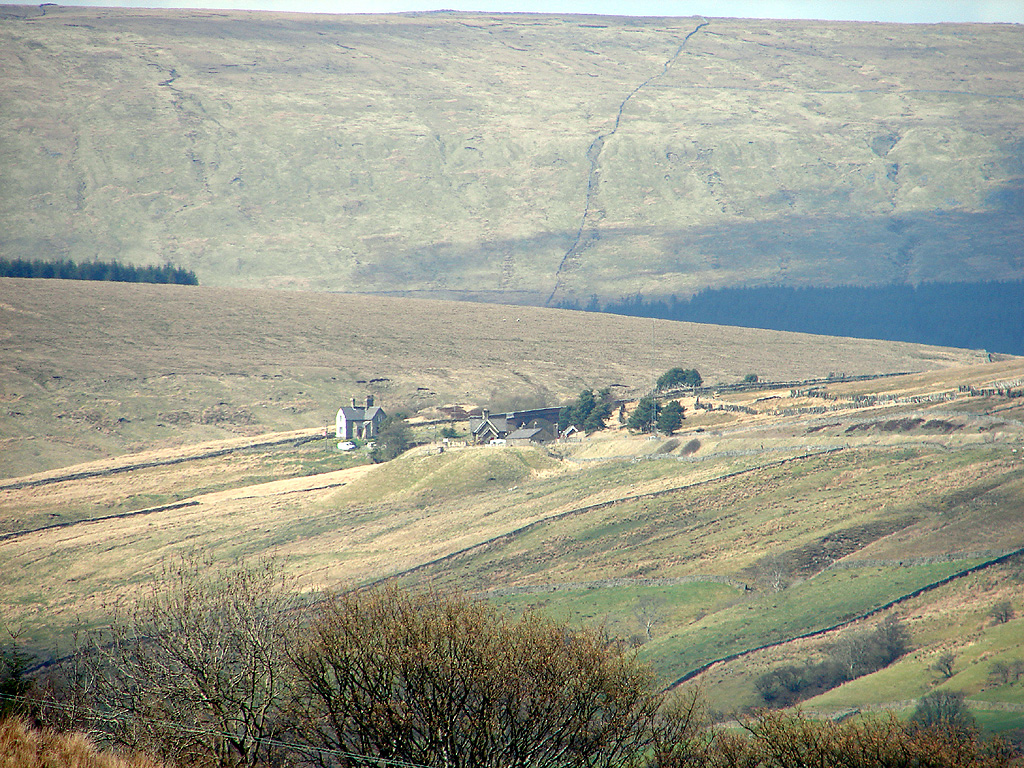
Landschap rond het station